# Dracula (bog fra 1897)
 For alternative betydninger, se Dracula. (Se også artikler, som begynder med Dracula)
Dracula er navnet på den irske forfatter Abraham "Bram" Stokers gyserroman, der omhandler vampyrgreven Dracula, der har sit slot i Transsylvanien. Bogen blev udgivet i 1897 og er genskrevet for alle aldersgrupper af forskellige redaktører. Bram Stoker baserede Grev Dracula på Vlad 3., prins af Valakiet (også kendt som Vlad Spidderen), der var en ondsindet person, som var både prins og greve i sit eget slot i Transsylvanien, der i dag er en del af Rumænien.
Bram Stoker tilbragte mange af sine sommerferier i Whitby i Yorkshire. En del af romanen er skrevet her, ligeledes er en del af handlingen i romanen henlagt til Whitby.

## Plot
Romanen bliver fortalt, som var det de forskellige personers dagbøger, breve og udklippede avisartikler, der refereres.
Hovedpersonen er grev Dracula, der med kløgt og snilde narrer en række personer til at hjælpe sig til England for at hærge landet og få sin blodtørst stillet og samtidig få sig en stor hær af vampyrer. Han sniger sig om bord på et skib, der skal fra Transsylvanien til England gemt i en trækasse med transsylvansk muldjord. Ofrene har kun én mand at gå til for at hente hjælp, og det er professor/doktor Abraham Van Helsing, der ved meget om det overnaturlige og kender alle måder at slå vampyrer ihjel på.

## Filmatiseringer
Romanen er blevet filmatiseret i utallige vampyrfilm, og er en af de oftest filmatiserede romaner. 